# 纳塘寺
纳塘寺，又译“纳唐寺”、“那当寺”、“拉尔塘寺”等等，清朝雍正帝赐名“普恩寺”。位于西藏自治区日喀则市桑珠孜区曲美乡，是一座藏传佛教寺院。

## 简介
纳塘寺位于日喀则市驻地西南的中尼公路旁边，距离日喀则市区20公里。
纳塘寺，藏语意为“象鼻平地寺”（“纳”为“象鼻”，“塘”为“平地”）。相传，1039年（藏历第一绕迥之土兔年），印度高僧阿底峡到西藏传教，途经此地休息时，向随行的弟子问道：“山旁的平地上有何物？”弟子们回答：“那座山形似大象的鼻子，平地上有一块大岩石和16只金黄色的蜜蜂。”阿底峡乃高兴地说：“不久的将来，此地就会出现一座有名的寺庙，对我佛的教法广为弘传。16只金黄色的蜜蜂是16尊者的化身，大岩石即是象征着寺庙。”还说“此地殊胜，是16尊者经常驻足的地方，吉祥无比。”
1153年（藏历第三绕迥之水鸡年），阿底峡圆寂已近百年，噶当派弟子董敦·罗追札巴在此创建纳塘寺，后来逐渐发展为纳塘寺系统。董敦·罗追札巴是侠尔瓦（1070年－1141年）的弟子，1106年（藏历第二绕迥之火狗年）生于西藏夏阁河之加喀则邬芒村董氏家族。他曾师从俄措寺堪布多巴钦波的弟子嘉杜学习佛经，主修戒律经教。此后，他来到前藏师从侠尔瓦学经十年。侠尔瓦很喜欢他，将噶当派所有教法传授给他，他在众弟子中名列首位。侠尔瓦圆寂之后，他在纳塘地方讲经十二年（1141年－1152年），聚集起一批僧人，于1153年创建纳塘寺。此后十四年，他住持该寺，制定了寺规，收弟子传法。晚年，他将法座传给多敦喜饶札，自己则到拉多绛之达德曲隆地方（今萨迦县境内），于1166年（藏历第三饶迥之火狗年）圆寂，享年61岁。
纳塘寺以传承喀且班钦·释迦室利（1204年入藏）的律学而闻名，但该寺主要还是传承噶当教典派的法统，为噶当派律宗道场。据称，该寺第三任法台都孜扎巴曾目睹三十五佛（即“忏悔佛”，分别为：释迦牟尼佛、金刚不坏佛、宝光佛、龙尊王佛、精进军佛、精进喜佛、宝火佛、宝月光佛、现无愚佛、宝月佛、无垢佛、离垢佛、勇施佛、清净佛、清净施佛、婆留那佛、水灭佛、竖德佛、梅檀功德佛、无量拘光佛、光德佛、无忧德佛、那罗延佛、功德毕佛、莲花光游戏神通佛、才功德佛、德念佛、善名称功德佛、财功德佛、德念佛、善名称功德佛、红尖幢王佛、善游步功德佛、斗战胜佛、善游步佛、周市北严功德佛、宝华游步佛、宝莲华善德婆罗树王佛）、尊胜佛母、16菩萨（指密教16菩萨：弥勒、不空、除忧、除恶、香象、大精进、虚空藏、智幢、无量光、贤护、纲明、月光、文殊、辨积、金刚藏、普贤）之显现。此后，该寺学者札巴僧格创建“参尼扎仓”（法相辩经院），觉丹热智等人塑造了该寺释迦牟尼像。该寺法台朗扎巴建成“宁玛拉康”，其弟子门朗楚臣修建该寺大经堂。该寺第六辈法台尼玛坚赞任命严持戒律的八虚，整饬戒律。该寺第九辈法台扎巴尊追在元世祖时期，常驻北京讲经。
纳塘寺逐渐建成之后，鼎盛时期共有4个扎仓、13个经堂，还有常住三千多僧人的僧舍。《卫藏道场胜迹志》记载：“寺庙内有加持力的佛像经塔极多，特别是一尊名为曲米度母（是从曲米迎请来的度母像）颇为神灵。还有颇罗鼐台吉时雕刻的《甘珠尔》大藏经版，释迦佛本生事迹版，十六尊者的挂像版等印版。其内供的佛宝遗物有仲敦巴大师的水晶手杖，很多噶当前辈祖师的用具遗物。特别是纳塘的历任座主都是十六尊者圣人的化身，他们曾经用过的资具很多是非常珍贵的。”该寺珍藏的佛像中，最灵异的是合金铜制的弥勒佛像，传说为从印度请来；还有大型释迦牟尼金身像以及菩萨、罗汉、护法神像。各殿堂的墙壁及转经回廊等处，绘有壁画，内容包括佛本生图、建寺历史、高僧传、显密佛像、本尊、坛城等等。寺内曾经存有大量元朝、明朝、清朝以来的唐卡等等文物，另有明朝永乐十七年（1419年）和永乐二十一年（1423年）的敕诰各一件。大殿外的廊檐上曾经悬挂着清朝雍正帝御笔“普恩寺”金字匾额。措钦大殿旁边，有一座规模较大的塔殿，殿内为该寺历代祖师、法台的灵塔。其中最大的一座灵塔，平面呈方形而多角，塔身下部第一、二层内四周各有窟殿，窟殿内共有16个小经堂，各小经堂内均供奉佛、菩萨、护法神像。
该寺鼎盛时期，有僧人三千余人，但到西藏民主改革前仅一百六十多人。因年久失修，到西藏民主改革前，该寺各经堂、殿宇均已倒塌，仅存大殿，文化大革命中大殿也被毁。1980年代，政府拨出专款修复该寺，并集中了一批僧人在寺内开展宗教活动。2012年，该寺僧人阿旺被评为西藏自治区爱国守法先进僧尼。

## 纳塘印经院
纳塘寺设有“纳塘印经院”，是西藏最早的印经院。据古代藏文史书记载，元武宗至大年间（1308年－1311年），元朝国师尊巴绛央委托前藏欧巴·洛赛益西等人编纂《甘珠尔》和《丹珠尔》，并且派洛赛益西驻纳塘寺。洛赛益西与译师索南沃赛、若南秋崩将藏区的《甘珠尔》、《丹珠尔》各种抄本搜集齐备，整理编辑出抄本，存放在纳塘寺。元英宗至治元年（1321年）之后，布敦·仁钦珠（1290年－1364年）应蔡巴·贡嘎多杰的聘请，对纳塘抄本《甘珠尔》和《丹珠尔》重新整理、分类、编目。入《甘珠尔》和《丹珠尔》之图书限于译典，译典分经、咒两个部分，其中又分为佛语、论疏两类，故有《甘珠尔》和《丹珠尔》之名。清朝康熙年间，六世达赖仓央嘉措（1683年－1706年）亲自命令建造《甘珠尔》印经院。到18世纪中叶，颇罗鼐·索南道吉（1689年－1747年）当政时期，积极发展印经，颇罗鼐自各地选拔有技艺的人才，刻成全套藏文《甘珠尔》和《丹珠尔》木版。此后以布敦·仁钦珠编纂的《甘珠尔》和《丹珠尔》抄本为底本，刻制成《甘珠尔》和《丹珠尔》西藏印经版，后来被称作“纳唐古版”，此经版及印本现在均已失传。1730年，七世达赖格桑嘉措（1708年－1757年）责成噶厦噶伦颇罗鼐抢救并整理西藏古籍以及佛经，根据纳塘古版，参照蔡巴、布敦目录增刻，称为“新版”，又称“官版”，用二十多年刻成了各种藏文书籍的印版。经版中，属于经藏部分的《甘珠尔》共有108部，属于佛经注疏、论著、大小五明、天文历算的《丹珠尔》论藏共有215部。版成之后，由班禅和达赖加持开光，存放在纳塘寺印刷流通。该版的首批印本，在日喀则扎什伦布寺及拉萨布达拉宫尚存有原本。纳塘版不仅内容丰富，还带有套色的版画。如现存的《释迦西行传》版本，图文并茂，和现代的连环画类似。